# BEUC
Il BEUC, acronimo di Bureau Européen des Unions de Consommateurs (Ufficio Europeo delle Associazioni dei Consumatori), è l'organizzazione che rappresenta le associazioni dei consumatori europei.
Fondata nel 1962, ha sede a Bruxelles, Belgio, e conta più di 40 organizzazioni membri provenienti da 32 paesi europei. La missione del BEUC è di rappresentare gli interessi dei consumatori europei e influenzare il processo decisionale a livello dell'Unione Europea, assicurando che le politiche e le leggi europee tengano conto dei diritti e delle esigenze dei consumatori.

## Storia
Il BEUC è stato fondato nel 1962 con l'obiettivo di promuovere e difendere gli interessi dei consumatori all'interno del mercato comune europeo. Da allora, l'organizzazione è cresciuta includendo associazioni di consumatori da quasi tutti i paesi membri dell'Unione Europea, nonché alcuni paesi non membri.

## Missione e obiettivi
La missione principale del BEUC è quella di rafforzare la voce dei consumatori europei e garantire che le loro necessità e preoccupazioni siano ascoltate nelle istituzioni europee. Tra gli obiettivi principali vi sono:
- Promuovere e difendere i diritti dei consumatori nell'ambito delle politiche dell'Unione Europea.
- Incoraggiare una maggiore trasparenza e equità nei mercati, garantendo che i consumatori siano adeguatamente informati e protetti.
- Lavorare per una regolamentazione efficace dei mercati che promuova la sostenibilità e la sicurezza del consumatore.

## Campagne e iniziative
Il BEUC conduce varie campagne mirate a promuovere la sicurezza dei prodotti, la sostenibilità, i diritti digitali e la tutela della privacy. Alcune delle iniziative più note includono:
- Campagne per migliorare la sicurezza alimentare e la qualità dei prodotti alimentari in Europa.
- Iniziative per la tutela dei dati personali e la privacy online dei consumatori.
- Campagne per promuovere pratiche sostenibili e la transizione verso un'economia circolare.

## Collaborazioni e partenariati
BEUC collabora regolarmente con istituzioni dell'Unione Europea, organizzazioni internazionali, e altre ONG per promuovere i suoi obiettivi. Partecipa attivamente al dialogo con la Commissione Europea, il Parlamento Europeo, e il Consiglio dell'Unione Europea.

## Pubblicazioni e risorse
Il BEUC pubblica regolarmente rapporti, studi e newsletter che analizzano le questioni di interesse per i consumatori e reportano sui progressi e le sfide delle politiche di consumo in Europa. Queste pubblicazioni sono una risorsa importante per chi è interessato alla politica dei consumatori.